# Путилинське газове родовище
Путилинське газове родовище — належить до Північнобортового нафтогазоносного району Східного нафтогазоносного регіону України. 

## Опис
Розташоване в Новоайдарському районі Луганської області за 15 км на північний схід від м. Новоайдар. У тектонічному плані воно знаходиться на південному схилі Воронезької антеклізи поблизу Красноріцького скиду. 
Путилинська структура виявлена і підготовлена до глибокого буріння сейсморозвідувальними роботами по відбиваючих горизонтах карбону, як рифогенне тіло у 1978 році. Пошуково-розвідувальні роботи розпочаті у 1982 бурінням свердловини Путилинська №1, при випробуванні якої в товщі нижньосерпухівських відкладів (інтервал 2188—2281 м) одержано приплив газу з абсолютно вільним дебітом 31 000 м3/добу. У 1985 році виявлений поклад включений до Державного балансу як окремий блок Капітанівського родовища. Всього на родовищі пробурено дві свердловини, які розкрили розріз відкладів, від четвертинних до докембрійських. По покрівля горизонту С-4 (серпухівський ярус) це брахіантиклінальна складка субширотного простягання з пологими крилами (кути падіння до 1,5°) ускладнена скидом, амплітудою 25 м.